# Bhargavaea
Bhargavaea ist eine Gattung von Bakterien. Sie zählt zu der grampositiven Gruppe der Firmicutes. Die Typusart Bhargavaea cecembensis  wurde von einer Sedimentprobe in der Tiefsee des Chagos-Lakkadiven-Rücken im Indischen Ozean in einer Tiefe von 5904 m isoliert.

## Merkmale
Alle Arten sind Gram-positiv. Sie besitzen keine Geißeln und sind somit unbeweglich. Die Form ist stäbchenförmig, wie von Bhargavaea cecembensis, bis zu fast kokkenförmig bei B. beijingensis und B. ginsengi. Die Zellen treten einzeln, in Paaren oder in kurzen Ketten auf. Die Zellen von B. cecembensis haben Größen von 1 μm in Breite und 2,0–8,0 μm in Länge. Die Zellen der fast kokkenförmigen Art B. beijingensis haben eine Größe von 1 μm × 1,2 μm, die der Art der B. ginsengis 1,0 μm in Breite und 1,2 μm bis zu 2,0 μm in Länge. Die Art B. beijingensis wächst bei NaCl-Werten von 0 – 8 %, B. ginsengi toleriert noch Werte bis zu 12 %. Die optimale Temperatur für das Wachstum ist bei B. beijingensis und B. ginsengi 30 °C. Bei Bhargavaea cecembensis ist es 37 °C. Der Voges-Proskauer-Test verläuft bei den Arten Bhargavaea cecembensis, B. beijingensis und B. ginsengi negativ.

## Systematik
Die Gattung Bhargavaea zählt zu der Familie Planococcaceae. Folgende Arten wurden bis zum 20. April 2022 beschrieben:
- Bhargavaea beijingensis (Qiu et al. 2009) Verma et al. 2012
- Bhargavaea cecembensis Manorama et al. 2009
- Bhargavaea ginsengi (Qiu et al. 2009) Verma et al. 2012
- Bhargavaea  ullalensis Glaeser et al. 2013

Die Arten Bhargavaea changchunensis, Bhargavaea indica und Bhargavaea massiliensis sind nicht vollständig anerkannt.